# Megophtalmidia bicolor
Megophtalmidia bicolor är en tvåvingeart som beskrevs av Edwards 1934. Megophtalmidia bicolor ingår i släktet Megophtalmidia och familjen svampmyggor. Inga underarter finns listade i Catalogue of Life.